# Kemeni
Kemeni è un comune rurale del Mali facente parte del circondario di Bla, nella regione di Ségou.
Il comune è composto da 11 nuclei abitati:
- Kampolosso I
- Kampolosso II
- Kanouala
- Kemeni
- Kokosso
- N'Tiesso I
- N'Tiesso II
- N'Tiesso III
- Niakinèsso
- Sokè
- Tèrèmèsso